# Tatort: Borowski und das Mädchen im Moor
Borowski und das Mädchen im Moor ist ein Fernsehfilm aus der Krimireihe Tatort und wurde am 17. Februar 2008 auf Das Erste zum ersten Mal gesendet. Es ist die 688. Folge und der 10. Fall des Kieler Ermittlers Klaus Borowski. Produziert wurde der Film von der Studio Hamburg Produktion Kiel GmbH im Auftrag des NDR für die ARD.

## Handlung
Belinda Strick, eine junge dunkelhaarige Frau, setzt sich eine blonde Perücke auf und betritt ein Warenhaus. Parallel dazu telefoniert der Kaufhausdetektiv Klaus Raven mit seiner Bank und bittet verzweifelt um ein Gespräch. Durch eine verspiegelte Scheibe sieht er, wie die Teenagerin Kosmetik entwenden will. Er stellt sie daraufhin zur Rede und durchsucht erfolglos ihre Tasche, denn sie hat ihr Diebesgut im Luftschacht der Kundentoiletten deponiert. Als sie es von der Rückseite des Geschäfts aus abholen will, wird Belinda von Raven überrascht. Sie beschwört ihn, sie gehen zu lassen, und provoziert ihn, dass der halbe Laden sowieso ihrem Vater gehöre, und spricht ihn auch auf seine Tochter an, die mit ihr gemeinsam das Mädcheninternat Hainfeld besucht. Als Raven sie in sein Büro bringen will, meint sie, er sei so gut wie entlassen. Sie schlägt sich selbst ins Gesicht, zerreißt ihre Kleidung und schreit um Hilfe. Raven hält ihr den Mund zu, will sie zum Schweigen bringen und erwürgt sie dabei. Daraufhin schleift er ihre Leiche in ein Lager und lädt sie spätabends auf seine Schulter, um sie wegzuschaffen.
Bei der Polizei geht eine Vermisstenanzeige zur siebzehnjährigen Belinda ein. Ihr Vater, Fabrikant Strick, glaubt an eine Entführung. Er spricht mit der Polizeipsychologin Frieda Jung und Kriminalhauptkommissar Klaus Borowski und meint, er sei in zweiter Ehe verheiratet. Seine Tochter habe gewisse Probleme, seine Frau als neues Familienmitglied zu akzeptieren. Strick – sichtlich verzweifelt – erklärt sich bereit, gegebenenfalls auch Lösegeld zu zahlen. Jung meint, dass alles dafür spreche, dass Belinda aus eigener Entscheidung weggelaufen sei. Borowski fährt die Strecke, die Belinda wahrscheinlich mit dem Rad gefahren ist, mit dem geliehenen Auto seines Chefs ab. Er ist beeindruckt von der umfangreichen Ausstattung des Wagens, die er unter der Fahrt ausprobiert. Davon und dem starken Nebel im Wald abgelenkt, meint er, einen Hund angefahren zu haben. Er hält an und sieht sich am Straßenrand um. Als er ein Knurren hört, zückt er seine Pistole, denn es könnte sich auch um einen Wolf handeln. Klaus Raven ist auf derselben Strecke unterwegs, um Belindas Leiche im Moor zu versenken. Als Belindas Handy in ihrer Tasche klingelt, hält er kurz an, um es auszuschalten. Wenig später trifft er auf Borowski, der ihm anzuhalten signalisiert und um Mitfahrt zum Internat Hainfeld bittet, da sich sein Fahrzeug verriegelt habe. Der Kommissar erwähnt, dass ein Mädchen des Internats verschwunden sei. Raven erzählt, dass auch seine Tochter Maria die Einrichtung besucht.
Am Internat tauschen Borowski und Jung unterschiedliche Theorien aus zu Belindas Verbleib: Borowski glaubt, dass sie tot sei, was Jung nicht für belegt sieht. Die Internatsdirektorin Dr. Nord berichtet über Belinda auffällig negativ: Belinda sei extrem unbeliebt bei ihren Mitschülerinnen, die sie beklaue und bespitzele. Sogar Wissen aus fremden Tagebüchern nutze sie strategisch aus. Auch Maria Raven wird befragt. Maria hält Belinda vor, sie hätte ohne Konsequenz geklaut und Geld eingefordert. Sie sei derart beliebt, wenn sie weg sei, würden alle nach ihr suchen. Sollte sie wieder auftauchen, würde sie demnach selbst die begehrte Rolle der „Lola“ im Schultheater zurückbekommen, die inzwischen mit Maria umbesetzt wurde.
Während Marias Mutter Iris bezahlten Sex hat, versucht Klaus Raven Belindas Leiche in einem Gepäckcontainer im Moorsee zu versenken, was sich wegen dem Auftrieb als schwierig herausstellt. Später bekommt Maria von ihrer Mutter Geld für Reitstunden. Als sie ihre Mutter bittet, ihr zu versprechen, dass Belinda nicht wiederkommen werde, erwidert diese nur: „Sie kommt nicht wieder, du spielst die Lola!“ Klaus Raven liest derweil die negativen Tagebucheinträge über seine Familie in Belindas Tagebuch und versteckt es im Holzschuppen.
Die Funkzellenabfrage der Polizei ergibt, dass Belindas Handy zuletzt nur ganz kurz eingeschaltet war. Unterdessen entscheidet sich Klaus, das Handy loszuwerden und durch Versand in einem Paket eine falsche Fährte zu legen. Zuhause kommt es erneut zur Konfrontation mit seiner Frau: Klaus Raven versteht nicht, dass seine Frau Iris unbedingt „etwas Besseres“ aus Maria machen will. Er hält diese Ansprüche an die Zukunft ihrer Tochter im Vergleich mit der gesellschaftlichen Stellung der anderen Internatsfamilien für realitätsfern, aufgesetzt und lächerlich.
Mangels Lösegeldforderungen bezweifelt Borowski, dass Belinda entführt worden ist. Er sucht Klaus Raven im Kaufhaus auf, der ihm seinen Arbeitsplatz zeigt. Als wenig später Belindas Handy in Ankara geortet wird, sind sich der Kommissar und sein Vorgesetzter Schladitz uneinig über das weitere Vorgehen. Borowski ist sich sicher: Jemand muss das Handy als falsche Spur verschickt haben, dennoch lassen die Ermittler dies vor Ort überprüfen. Erneut sucht Borowski das Kaufhaus auf und lässt sich Überwachungsbilder der letzten drei Tage zeigen. Dabei merkt er, dass einer Schaufensterpuppe die Perücke fehlt.
Als die Aufführung des Stückes Der blaue Engel kurzfristig abgesagt wird, ist Maria völlig außer sich, sie schreit und verflucht die verschwundene Belinda. Borowski ohrfeigt sie. Auf der Rückfahrt vom Internat sichtet der Kommissar wieder den vermeintlichen Wolf. Er steigt aus und erinnert sich an die Mitfahrt bei Klaus Raven, wobei Laderaum des Wagens mit einer Plane abgedeckt war. Abermals fährt Borowski zum Kaufhaus. Raven legt offen, die geklauten Sachen seien wohl durch die Toilettenlüftung nach draußen gelangt, was die zwei kurz nachspielen. Als Raven fragt, ob der Kommissar etwa ihn verdächtige und warum er so etwas getan haben solle, stellt ihn Borowski auf die Probe: Für Raven wisse er kein Motiv, doch der Tod von Belinda sei wahrscheinlich nicht geplant gewesen. Klaus Raven lässt sich jedoch nichts anmerken. Auf dem Heimweg Ravens inszenieren die Ermittler im Moorgebiet eine Bergung von Belindas Leiche, um eine Reaktion von ihm zu provozieren. Doch dieser hält nur kurz zögerlich an, bevor er weiter fährt.
Zuhause angekommen, findet Raven Unordnung vor und fürchtet, vor seiner Familie aufgeflogen zu sein. Tatsächlich ist Belindas Tagebuch aus dem Versteck im Schuppen verschwunden. Im Schlafzimmer haben sich seine Frau und seine Tochter eingeschlossen, die gerade ihre Koffer packen wollten. Er verschafft sich gewaltsam Zugang und gerät angesichts ihres Fluchtplans in Rage. Er reißt die Reizwäsche seiner Frau aus dem Schrank und konfrontiert seine Tochter Maria damit, dass ihr Internatsaufenthalt mit Prostitution finanziert wird. Es kommt zu einem Kampf zwischen Raven und seiner Frau, die ihn mit allen Mitteln zur Deeskalation zu bringen versucht. Es kommt zu einem Kuss, doch danach erschlägt Klaus seine Frau mit der mitgebrachten Holzaxt; Maria flüchtet sich in die Ecke. Derweil treffen Borowski und Jung am Haus ein. Der Kommissar versucht Raven zu finden und ruft nach ihm. Dieser schlägt ihn daraufhin hinterrücks mit der Axt nieder. Raven nimmt Borowskis Pistole an sich und schleift ihn ins Schlafzimmer, wo seine erschlagene Frau liegt. Borowski fragt nach Maria, aber Raven übergeht Borowski und beschuldigt ihn, seine Familie zerstört zu haben und endlich mit den Ermittlungen aufzuhören. Dann will er auf Borowski schießen, doch die Waffe klemmt. Schließlich trifft Raven durchs Fenster ein tödlicher Schuss der mittlerweile eingetroffenen SEK-Beamten. In einem Schrank findet Borowski die stark unter Schock stehende Maria Raven.
Auf der Rückfahrt hält Borowski erneut im Moorgebiet und erinnert sich an Ravens Worte, dass man Belinda nicht finden werde. Wieder sieht Borowski den Wolf, er trinkt aus einer Pfütze und verschwindet. Als Borowski auf den Moorsee blickt, kommt der Behälter mit Belindas Leiche wieder zur Oberfläche.

## Hintergrund
Borowski und das Mädchen im Moor wurde vom 30. August bis zum 1. Oktober 2007 in Kiel und Umgebung gedreht, unter anderem auch am Internat Louisenlund in Güby.

## Rezeption

### Einschaltquoten
Die Erstausstrahlung von Borowski und das Mädchen im Moor am 17. Februar 2008 wurde in Deutschland von 7,38 Millionen Zuschauern gesehen und erreichte damit einen Marktanteil von 20,4 % für Das Erste.

## Kritiken
Kino.de fand, dass die Regisseurin Claudia Garde Arangos (Drehbuchautor) „mitunter mutwillig skurrile Ideen konsequent umgesetzt [habe]. Allein die Szene, in der Milberg, der ja auch ein großer todernster Komödiant sein [könne], verspielt die verschiedenen Knöpfe im Auto ausprobier[e], [sei] ein Kleinod für sich.“
Die Fernsehzeitschrift Gong gab die Höchstwertung von sechs Punkten = Spitzenleistung.